# Клонмеллон
Клонмеллон (англ. Clonmellon; ирл. Ráistín) — деревня в Ирландии, находится в графстве Уэстмит (провинция Ленстер). Знаменита развалинами замка Killua Castle.

## Демография
Население — 547 человек (по переписи 2006 года). В 2002 году население составляло 403 человека.
Данные переписи 2006 года:
| Общие демографические показатели |               |                               |                               |      |      |
| Всё население                    | Всё население | Изменения населения 2002—2006 | Изменения населения 2002—2006 | 2006 | 2006 |
| 2002                             | 2006          | чел.                          | %                             | муж. | жен. |
| 403                              | 547           | 144                           | 35,7                          | 267  | 280  |